# Langschwanz-Nachtschwalbe
Die Langschwanz-Nachtschwalbe (Caprimulgus macrurus) ist eine Vogelart aus der Familie der Nachtschwalben (Caprimulgidae).
Sie kommt in Australien, Bangladesch, Bhutan, Brunei, Kambodscha, China, Indien, Indonesien, Laos, Malaysia, Myanmar, Nepal, Pakistan, auf Papua-Neuguinea, den Philippinen, in Singapur, Thailand und Vietnam vor.
Ihr Verbreitungsgebiet umfasst subtropischen oder tropischen Regenwald, Mangrovenwald und feuchten Bergwald bis in 1.800 m Höhe.

## Beschreibung
Die Langschwanz-Nachtschwalbe ist 25 bis 33 cm groß und wiegt zwischen 55 und 80 g. Sie ist taubengroß, hat lange Flügel und einen langen, breiten Schwanz, auch der Kopf ist relativ groß.
Die Oberseite einschließlich der Oberflügel ist bei adulten Tieren warm braun gefärbt mit deutlich akzentuierten, gesprenkelten Bändern. Sie hat ein diffuses, blass rötlich-braunes Nackenband.
Die Kehle ist ausgedehnt weiß.
Beim Männchen finden sich deutliche weiße Flecken auf den vier Handschwingen, die beim Weibchen fehlen oder nur schwach ausgeprägt sind.
Die beiden äußeren Steuerfedern tragen eine deutliche weiße Spitze beim Männchen.

## Stimme
Der Ruf des Männchens wird als anhaltendes, klopfendes, lautes tok, tok, tok, tok beschrieben, das bis zu 100 Mal pro Minute wiederholt wird.

## Geografische Variation
Es werden folgende Unterarten unterschieden:
- C. m. albonotatus Tickell, 1833 – in den Ausläufern des Himalayas von Nordost-Pakistan bis Nordostindien und Bhutan, Südindien, Ostindien und Bangladesch
- C. m. bimaculatus Peale, 1848 – äußerster Nordosten Indiens bis Nagaland und Mizoram, bis Südchina, Südostasien bis Sumatra einschließlich der Riau-Inseln
- C. m. johnsoni Deignan, 1955 – Südwesten der Philippinen (Palawan, wahrscheinlich auch Calamian-Inseln)
- C. m. salvadorii Sharpe, 1875 – Borneo, einschließlich der an der Nordküste gelegenen Inseln Pulau Balambangan und Pulau Banggi
- C. m. macrurus (Horsfield, 1821), Nominatform – Java und Bali
- C. m. schlegelii A. B. Meyer, 1874 – Molukken, Inseln der Floressee, westliche Kleine Sundainseln außer Flores und Sumba, Neuguinea und den meisten Inseln des Bismarck-Archipels bis zur Küste von Nord- und Nordostaustralien

## Lebensweise
Besiedelt werden verschiedene, gerne baumbestandene Lebensräume.
Die Nahrung besteht aus nachts fliegenden Insekten wie Nachtfaltern, Grillen, Heuschrecken und Hornissen.
Die Brutzeit liegt in Nordindien zwischen März und Mai, in Nordthailand zwischen März und Juni und in Malaysia von Januar bis mindestens September. Die meist zwei gelbbraun gefleckten oder gepunkteten Eier werden direkt ohne Nest auf den Erdboden gelegt und von beiden Eltern bebrütet.

## Gefährdungssituation
Die Langschwanz-Nachtschwalbe gilt als „nicht gefährdet“ (least concern).